# 美スポ!スポーツできれいに
『美スポ』は2015年からNHK BS1で放送されている女性向けの スポーツ番組で、土曜日夕方の「Doスポーツゾーン」の構成番組の一つである。サブタイトルは〜スポーツできれいに〜。
スポーツのフィットネス効果に焦点を当てたNHKBS1のスポーツ番組。鈴木砂羽、濱田マリ、川村エミコのタレント3人が毎回違うスポーツに挑戦する。取り上げるスポーツによって、それぞれ引き締められる部位や美しくなる場所は異なる。意外なスポーツの意外なフィットネス効果を紹介していく。

## 放送日時とテーマ
- 第1回「テニス〜テニスで美しい背中を手に入れる!〜」　2015年4月4日 17:00-17:29
  - 再放送 2015年4月7日 14:00-14:29
- 第2回「ベリーダンス〜ベリーダンスでくびれ美人になる!〜」　2015年4月18日 17:00-17:29
  - 再放送 2015年4月21日 14:00-14:29
- 第3回「サイクリング〜サイクリングで美脚を手に入れる!〜」　2015年4月25日 17:00-17:29
  - 再放送 2015年4月28日 14:00-14:29
- 第4回「フェンシング〜フェンシングで細腕美人になる!〜」　2015年5月2日 17:00-17:29
  - 再放送 2015年5月5日 14:00-14:29
- 第5回「キックボクシング〜キックボクシングで美しいヒップをゲットする!〜」　2014年5月9日 17:00-17:29
  - 再放送 2015年5月12日 14:00-14:29

- 「フィギュアスケートで姿勢美人になる！」 2016年1月16日 17:00-17:30
- 「艶（あで）やかダンスでウエストを引き締め！」 2016年1月30日 17:00-17:30

## レギュラー出演者
- チーム美スポ：鈴木砂羽・濱田マリ・川村エミコ
- 美スポ体操：佐藤弘道

## 出演者
- 第1回「テニスで美しい背中を手に入れる!」

VTR出演
- 井上摩衣子
- 細谷理

- 第2回「ベリーダンスでくびれ美人になる!」

VTR出演
- 杉谷知香
- 大橋有子

- 第3回「サイクリングで美脚を手に入れる!」

VTR出演
- 絹代
- 田中かずや

- 第4回「フェンシングで細腕美人になる!」

VTR出演
- 青木真紀
- 山際正明

- 第5回「キックボクシングで美しいヒップをゲットする!」

VTR出演
- 林美久
- 湊谷秀文